# Jaume Asens
Jaume Asens Llodrà (Barcelona, 29 de marzo de 1972) es un abogado, politólogo, filósofo y político español. Fue tercer teniente de alcalde del Ayuntamiento de Barcelona por Barcelona en Comú y diputado en las Cortes Generales en las legislaturas XIII y XIV por En Comú Podem. Fue diputado y presidente del Grupo Confederal de Unidas Podemos-En Comú Podem-Galicia en Común en el Congreso de Diputados entre 2020 y 2023.

## Biografía

### Actividad política
Tras su etapa por el Ayuntamiento de Barcelona como tercer teniente de alcalde en el primer mandato de Ada Colau, Jaume Asens fue escogido cabeza de lista en las elecciones del 28 de abril de 2019 por la candidatura de En Comú Podem, que acabarían repitiéndose el 10 de noviembre del mismo año. En las dos convocatorias, la candidatura de Asens obtiene 7 escaños en Cataluña, quedando como tercera formación en número de votos. En la primera con un 14,89% del total y 614.738 votos, y en la segunda con un 14,18% y 546.733 votos. Una vez se formaliza el gobierno de coalición entre Unidas Podemos y el Partido Socialista Obrero Español en enero de 2020, Asens substituye a Pablo Iglesias como presidente del grupo confederal de Unidas Podemos-En Comú Podem-Galicia en común.
En su tarea en el Congreso de los Diputados destaca el impulso a la reforma de la Ley de Enjuiciamiento Criminal que permitió que grandes casos de corrupción como la Púnica o el caso Bárcenas no concluyeran antes de ser juzgados. También ha sido impulsor de la reforma para la libertad de expresión que pretende eliminar las injurias a la corona y a las instituciones, el enaltecimiento del terrorismo, delitos contra sentimientos religiosos o las ofensas a símbolos y emblemas de España y las Comunidades autónomas. En consonancia con esta política, pidió el indulto al gobierno de España para los raperos Pablo Hasél y Valtònyc, condenados por algunos de estos delitos. A lo largo de la XIV legislatura ha sido una de las personas más activas para avanzar hacia la solución del conflicto político en Cataluña. Redactó la primera propuesta de reforma del delito de sedición para equipararlo a penas que corresponden a delitos de orden público y actualizar a niveles del ordenamiento jurídico europeo un texto redactado hace 200 años. Jaume Asens es portavoz, también, de la Comisión de Justicia y de la Comisión Constitucional del Congreso de los Diputados.
Durante el período como regidor en el Ayuntamiento de Barcelona fue responsable del área de Derechos de Ciudadanía y destaca su impulso a un plan de mandato para poner los derechos humanos en el centro de las políticas públicas También puso en marcha el Buzón Ético y la Oficina de Transparencia de Barcelona, el nuevo Código de Conducta del Ayuntamiento de Barcelona. Como responsable político de los servicios jurídicos municipales, dirigió acusaciones emblemáticas como la de los crímenes del franquismo y los bombardeos sufridos durante la Guerra Civil.
Jaume Asens es miembro de la Ejecutiva de En Comú Podem y de Podemos, donde es responsable de la secretaría de Derechos Humanos.

### Trayectoria académica
Es licenciado en Derecho (1990-1995) y Filosofía (1992-1999) por la Universidad de Barcelona. Y cursó estudios en Ciencias Políticas y Sociales por la Universidad Pompeu Fabra (1996-1999), donde fue doctorando sin haber finalizado todavía su tesis. Fue miembro del Grupo de investigación sobre exclusión y controles sociales de la Universidad de Barcelona e hizo de profesor colaborador en diferentes cursos académicos.

### Trayectoria como abogado
Empezó a ejercer como abogado penalista en 1995. Su actividad se centró en la defensa de los derechos humanos y de los movimientos sociales. Fue uno de los fundadores del despacho “Francesc Layret”. En los años noventa, fue conocido como abogado de todo tipo de activistas. Ecologistas, insumisos, independentistas u okupas como los del Cine Princesa, Can Masdéu o el de Miles de Viviendas. En los años 2000, fue abogado de las plataformas antiglobalización que organizaron las contra-cumbres del 2001 y del 2002 en Barcelona. En la última década ha sido conocido como abogado de movimientos sociales como los anti-Bolonia, V de Vivienda, la PAH, Iaioflautes o del 15-M. Defendió ante la Audiencia Nacional a los acusados por el bloqueo del Parlamento catalán en el 2011.
Destacó en su defensa a favor de la memoria histórica, en contra del mobing inmobiliario y en contra de la tortura. Uno de sus clientes fue, precisamente, Juan José Moreno Cuenca, el “Vaquilla”.
Entre el 2006 y el 2011 hizo de asesor en la Oficina de derechos civiles de Vilanova i la Geltrú. En esta época, uno de los ámbitos en que destacó fue en la acusación de casos relevantes ante la Audiencia Nacional. Entre ellos, el caso de los abusos de la prisión norteamericana de Guantánamo, del ataque a la Flotilla de la Libertad, contra las agencias de rating o el genocidio de Ruanda. En Barcelona, impulsó la acusación, en nombre de un grupo de víctimas y de la Asociación de Altraitalia, contra los aviadores legionarios italianos que bombardearon la ciudad de Barcelona el 1938. Se trata de la única causa contra los crímenes cometidos en la época del franquismo que prosperó.
En los últimos años de su carrera profesional se especializó en la lucha contra la corrupción. Fue uno de los abogados que ejerció la acusación del Observatorio DESC contra el extesorero del PP, Luís Bárcenas el 2013. Dirigió en representación de la FAVB y otras entidades vecinales, las acusaciones contra tramas de corrupción como las del Caso Millet, el Caso Hotel del Palau o el caso Ciutat Vella sobre falsificación de licencias de pisos turísticos. Fue uno de los abogados que, en nombre de Barcelona en Comú y de Podem, presentó la querella en el Caso Pujol.
Ha hecho de abogado de varias personalidades del mundo político y social. Fue el último abogado del político y filósofo Lluís Maria Xirinacs en su última detención el 2005. También de Josep Pàmies, Esther Vivas, Manuel Delgado, David Fernández, o de Ada Colau y Pablo Iglesias contra Cristina Cifuentes y Alfonso Rojo, respectivamente, en procesos por vulneración de su honor.

### Trayectoria política y asociativa
Su actividad política empezó en la universidad. En la facultad de filosofía se integra en un grupo asambleario junto a Ada Colau. En la década de los noventa estuvo vinculado a movimientos como la antiglobalización y en los dos mil al 15-M.
Su actividad política y asociativa principal la hizo en la Comisión de Defensa del Colegio de Abogados, de la cual era uno de sus portavoces habituales. También fue miembro del Observatorio DESC, de la Asociación Catalana en la Defensa de los Derechos Humanos de Catalunya y la Asociación de Abogados Europeos. Participó en la Comisión Internacional de Observación por los Derechos Humanos en México, en el caso de Chiapas y los disturbios de Atenco de 2006. Fue miembro también de la Comisión Internacional de Investigación por la salvaguardia de los derechos fundamentales en la globalización. En Barcelona, participó en los equipos de defensa de los derechos de los manifestantes en las contra-cumbres como la de Euromediterránea o la acampada del 15-M en plaza Catalunya. Una de las intervenciones más conocidas fue en el caso 4-F a raíz de su aparición en un documental.
El 2012 fue uno de los promotores del manifiesto de “Más allá del 25-N”. Poco después, formó parte del grupo promotor de la plataforma ciudadana Procés Constituent liderada por Teresa Forcades y Arcadi Oliveres. Y fue uno de los miembros de la primera Coordinadora hasta el 2014. En las elecciones europeas del 2014 fue uno de los tres catalanes promotores del Manifiesto Mover ficha de Podemos y se integró en su consejo ciudadano estatal. El 2014 fue uno de los promotores de la plataforma ciudadana Guanyem Barcelona. Junto con Ada Colau y Joan Subirats, presentó la iniciativa en la Escuela Collasa y Gil de Barcelona. Se integró, finalmente, en la candidatura electoral que ganó las elecciones municipales del 2015 en Barcelona.
Se presentó en la candidatura de Sumar para las elecciones al Parlamento Europeo de 2024 en España, obteniendo su escaño de eurodiputado.

## Obras
Es coautor de varios libros:
- Dónde están las llaves: el movimiento okupa, prácticas y contextos sociales. Diversos autores (Editorial Catarata, 2004)
- Barcelona, marca registrada (2006)
- Polítiques del terror (2007)
- No hi ha dret(s): la lluita contra la il·legalitat del poder (2012)
- La bèstia sense morrió. En defensa del dret a la protesta (2014)